# Lamb (pel·lícula de 2021)
Lamb (en noruec, Dýrið) és una pel·lícula islandesa de terror sobrenatural del 2021 dirigida per Valdimar Jóhannsson, de la que també va coescriure el guió amb Sjón. La pel·lícula és protagonitzada per Noomi Rapace i marcà el debut en la direcció de Valdimar Jóhannsson. Rapace i Béla Tarr actuen com a productors executius. Després d'estrenar-se al Festival de Cannes de 2021, la pel·lícula es va estrenar a Islàndia el 24 de setembre i als Estats Units el 8 d'octubre de 2021 per A24. S'ha subtitulat al català amb la distribució de Vértigo Films.
Va competir amb Un Certain Regard, una categoria del Festival de Cannes afegida a l'edició de 2021. Lamb també és el debut de Johánnsson com a director de cinema. La pel·lícula ha rebut nominacions en les categories d'Un Certain Regard i Golden Camera dins del festival francès. El 2021 en el 54è Festival de cinema de Sitges va ser guardonada com a millor pel·lícula i millor interpretació femenina a Noomi Rapace. També va rebre el premi de la crítica Citizen Kane al director revelació.

## Argument
A Islàndia, un ramat de cavalls és espantat per una entitat desconeguda que respira amb força i que es dirigeix a un graner. Més tard, la pagesa María i el seu marit Ingvar se sorprenen en saber que una de les seves ovelles embarassades ha donat a llum un híbrid home/ovella.
María creix estimant l'híbrid com el seu propi fill, el pren com a propi i l'anomena Ada com es deia el seu fill mort. La mare biològica d'Ada comença a ser una molèstia, intentant contactar amb Ada constantment i vagant fora de casa de la parella. Poc després d'un incident en què Ada desapareix i després es troba al costat de la mare, María dispara a la mare d'Ada i enterra el seu cos en una tomba poc marcada i poc profunda. Sense saber-ho, el germà d'Ingvar, Pétur, que arriba a la masia poc abans de l'assassinat, és testimoni de l'incident abans de dormir al graner.
Pétur, que constantment s'insinua sexualment cap a María quan està sola, està molt pertorbat per Ada i manté la creença que "és un animal, no un nen". Ingvar afirma que tota la situació els ha donat "felicitat". Cada vegada més enfadat i inquietat per l'estranya relació d'afecte de María i Ingvar cap a Ada, Pétur porta la criatura híbrida a passejar a primera hora del matí mentre tothom dorm amb la intenció de disparar-la. Tanmateix, després de tenir un sobresalt al cor acaba plorant, i es veu dormint profundament amb Ada i aviat es converteix en una figura semblant a un tió.
Un vespre, mentre María, Pétur i Ingvar celebren una festa de borratxera, Ada és testimoni de com l'entitat desconeguda ronda prop del graner. Després, l'entitat procedeix a matar el gos de la família i agafa l'arma de la família. Després de la festa, Ingvar borratxo se'n va al llit, i Pétur torna a insinuar-se sexualment cap a María. Quan ella rebutja els seus avenços, Pétur revela a María que va ser testimoni de la mort de la mare d'Ada i intenta fer xantatge a María perquè tingui relacions sexuals amb ell amenaçant de revelar-ho a Ada.
María pren represàlies fingint ser seduïda per Pétur, tancant-lo en un armari i després tocant el piano per ofegar els seus crits. Havent-se afartat de Pétur, María el condueix a la parada del bus l'endemà al matí i l'envia cap a casa. Després de despertar-se i trobar a María i Pétur desapareguts, Ingvar porta Ada per arreglar el tractor trencat, que s'havia avariat abans quan Pétur el conduïa. De tornada a casa, l'entitat, revelada com un híbrid boc/home, emergeix i dispara a Ingvar al coll, abans d'emportar-se a Ada plorant i marxen cap al desert.
María torna a casa i troba que falten Ingvar i Ada. Comença una àmplia recerca dels dos. Més tard, descobreix el cadàver d'Ingvar i lamenta desesperada la pèrdua del seu marit i del nou fill. L'última escena és la de María en estat de xoc vagant pel desert, abans d'enfrontar-se a la càmera i tancar els ulls plens de llàgrimes.

## Repartiment
- Noomi Rapace com María
- Hilmir Snær Guðnason com Ingvar
- Björn Hlynur Haraldsson com a Pétur
- Ingvar Eggert Sigurðsson

## Producció
El febrer de 2019, es va anunciar que Noomi Rapace i Hilmir Snær Guðnason s'havien unit al repartiment de la pel·lícula, amb Valdimar Jóhannsson dirigint des d'un guió que va escriure al costat de Sjón.

## Publicació
El juny del 2020 es va anunciar que la pel·lícula es va vendre a tot Europa a l'agència New Europe Film Sales. La pel·lícula va ser recollida per distribuïdors a la República Txeca (Artcam), França (The Jokers), Suïssa (Filmcoopi), Eslovàquia (ASFK), Alemanya (Koch Films), Polònia (Gutek Film), Benelux (The Searchers), Hongria (Vertigo), Àustria (Filmladen), Dinamarca (Camera Film), Lituània (Scanorama), antiga Iugoslàvia (Cinc estrelles / Demiurg), Estònia (Must Käsi) i Letònia (Kino Bize) amb MUBI que adquirí els drets de distribució per a Amèrica Llatina (excloent Mèxic), Turquia, l'Índia, el Regne Unit i Irlanda. El juliol de 2021, A24 va adquirir els drets de distribució nord-americans de la pel·lícula.
El 4 de juny de 2021 es va anunciar que la pel·lícula s'estrenaria com a part de la selecció oficial al Festival de Cannes de 2021 a la secció Un Certain Regard. Es va estrenar a Cannes el 13 de juliol de 2021. I va ser publicada als Estats Units el 8 d'octubre de 2021. La pel·lícula també es projectà en especial al BFI London Film Festival el 15 d'octubre de 2021.
El 16 d'octubre de 2021 fou anunciat que Lamb guanyà el premi a millor pel·lícula del Festival Internacional de Cinema Fantàstic de Catalunya 2021.

## Recepció

### Taquilla
Als Estats Units i al Canadà, Lamb va debutar a 583 sales amb un milió de dòlars, acabant setè i marcant el millor cap de setmana d'obertura d'una pel·lícula islandesa als Estats Units.

### Resposta de la crítica
A l'agregador de ressenyes Rotten Tomatoes, la pel·lícula tingué una qualificació d'aprovació del 87% basada en 85 ressenyes, amb una nota mitjana de 7/10. El consens dels crítics del lloc web deia: "Foscament imaginativa i dona vida a un parell d'actuacions centrals sorprenents, Lamb esgota les expectatives amb els seus calfreds singularment llanosos". A Metacritic, la pel·lícula tingué una puntuació mitjana ponderada de 70 sobre 100 basada en 24 crítics, cosa que indicava "crítiques generalment favorables".
David Fear of Rolling Stone va descriure la pel·lícula com "una pel·lícula estranya, inquietant, que aviat serà el vostre culte, que sortirà d'Islàndia", i va escriure: "És el malson despert més dolç i emotiu que haureu mai experimentat". Jeannette Catsoulis, del New York Times, va qualificar la pel·lícula de "llargmetratge de debut atmosfèric" i va afegir que "juga com un conte popular i triomfa com una pel·lícula de terror". Va escriure: "Lamb, de moviment lent i indiscutiblement nou, exerceix el seu poder atàvic amb la cara més recta". Michael O'Sullivan, del Washington Post, també va descriure la pel·lícula com un "debut inquietant i atmosfèric", i va escriure: "Johannsson té una manera d'imbuir-ho tot (animat i inanimat, fins i tot una porta buida) amb una mena de vida, respiració i esperit". Va donar a la pel·lícula una puntuació de 3/4 estrelles. Katie Walsh, del Los Angeles Times, va escriure: "Les nefastes muntanyes miren cap avall cap a l'arena pastoral on es desenvolupa aquest fantàstic drama meditatiu rural; és un conte popular modern sobre les estranyes realitats de la vida i la mort que una proximitat a la natura ofereix tant". Joe Morgenstern, del Wall Street Journal, va descriure la pel·lícula com "una història de xai pelut explicada per experts".
Richard Brody de The New Yorker va ser més crític amb la pel·lícula, dient que "es prepara i es tensa per ser admirada, ja que redueix els seus personatges a trossos en un tauler de joc i els seus actors a titelles". Barry Hertz, de The Globe and Mail, va criticar que el final de la pel·lícula fos "com una paròdia d'una pel·lícula de terror A24" i va escriure: "No faré la broma evident i diré que és una cosa molt bona. Però les emocions de les seves ovelles també són de carn d'ovella per escriure". Alison Willmore, de Vulture, va escriure: "En el moment en què es produeix l'acte final, Lamb s'apropa a la idea que hi ha un preu que s'ha de pagar amb un arronsament d'espatlles en lloc d'una condemna imminent. És una conclusió decebedora per a una pel·lícula amb un inici tan convincent".